# Nicolás Guzmán Bustamante
Nicolás Guzmán Bustamante (Santiago, 1850-12 de febrero de 1928) fue un pintor chileno, 
que destacó en la pintura de temática histórica.

## Vida
Se inició como escultor y luego fue alumno de los pintores Alejandro Ciccarelli, Antonio Smith y Ernesto Kurbach.
Con 25 años, participó en el Exposición Internacional de 1875 con su pintura La muerte de Pedro de Valdivia con la que obtuvo el segundo lugar.
En 1886, vendió su obra Últimos momentos de Pedro de Valdivia al Museo de Bellas Artes para financiar un viaje a Europa y en 1891 vendió a la misma institución el Hundimiento de la Esmeralda.
Falleció en la pobreza el 12 de febrero de 1928.

## Premios
- 1872: Mención Honrosa en la Exposición Nacional de Artes e Industrias, Mercado Central de Santiago de Chile.[2]
- 1884: Segundo Premio del Salón Anual de Santiago.[2]

## Galería

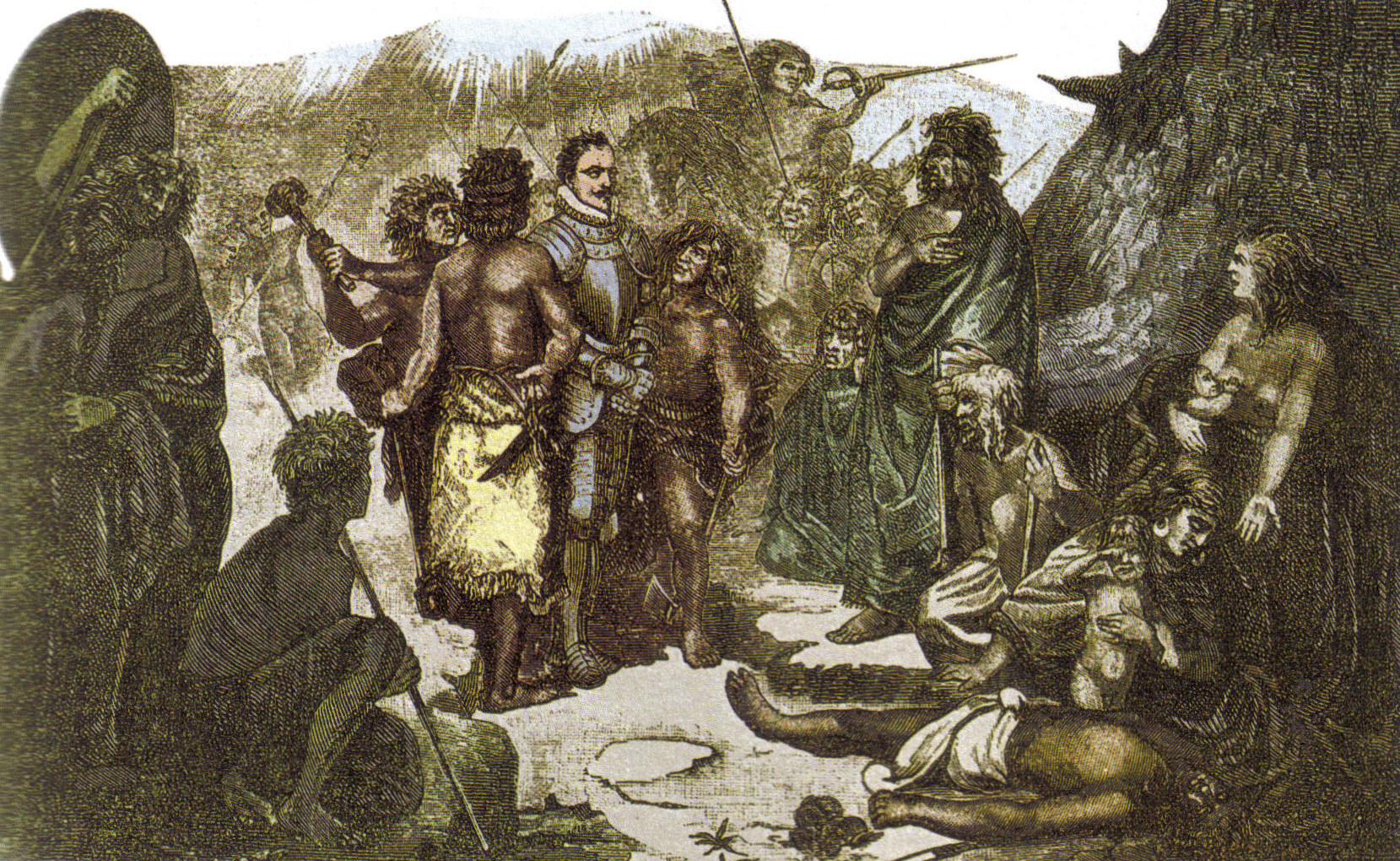
Últimos momentos de Valdivia (1875)
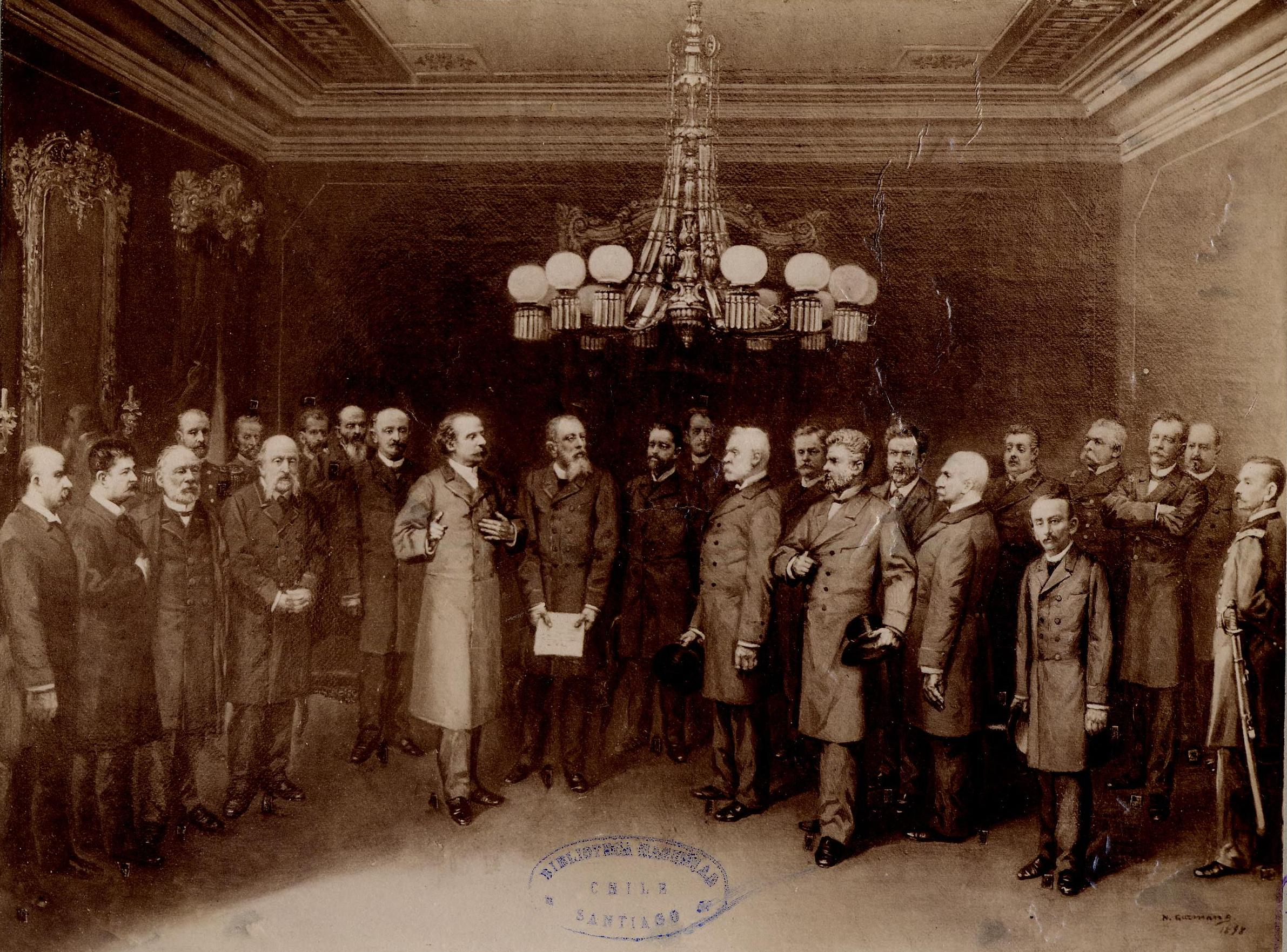
Reunión de notables en el Teatro de Santiago con el presidente José Manuel Balmaceda (1898)
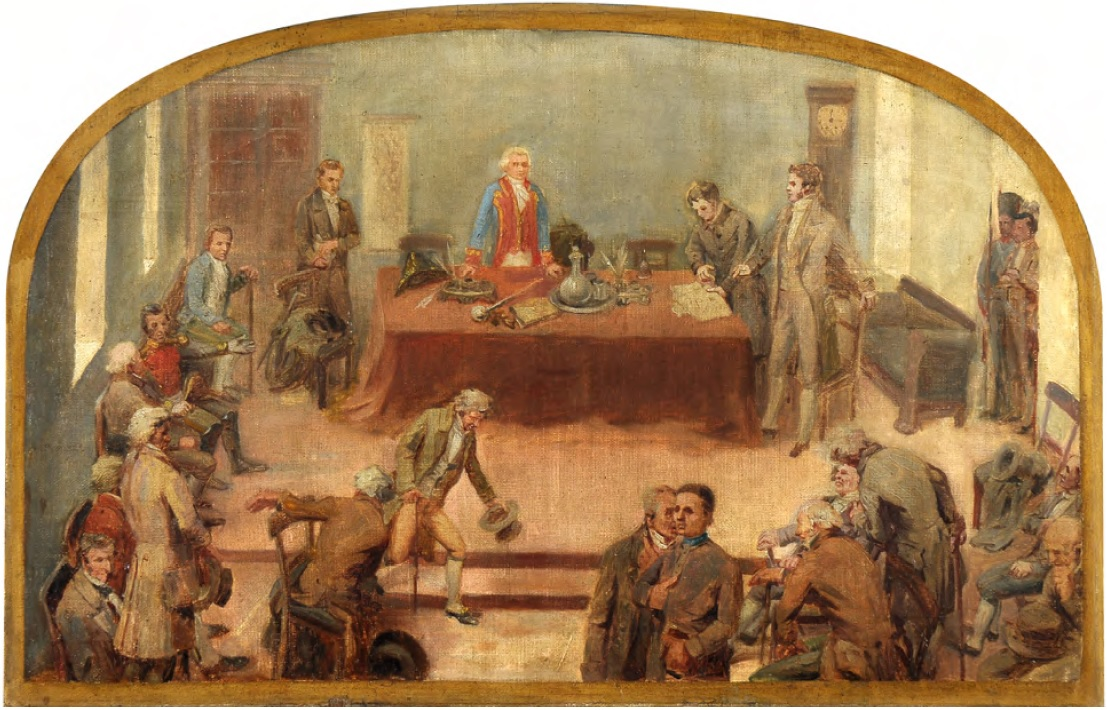
Primera Junta Nacional De Gobierno (Chile) (1889)
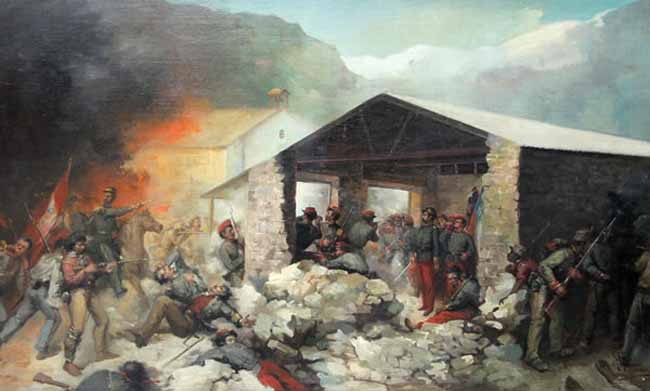
Batalla de Sangra
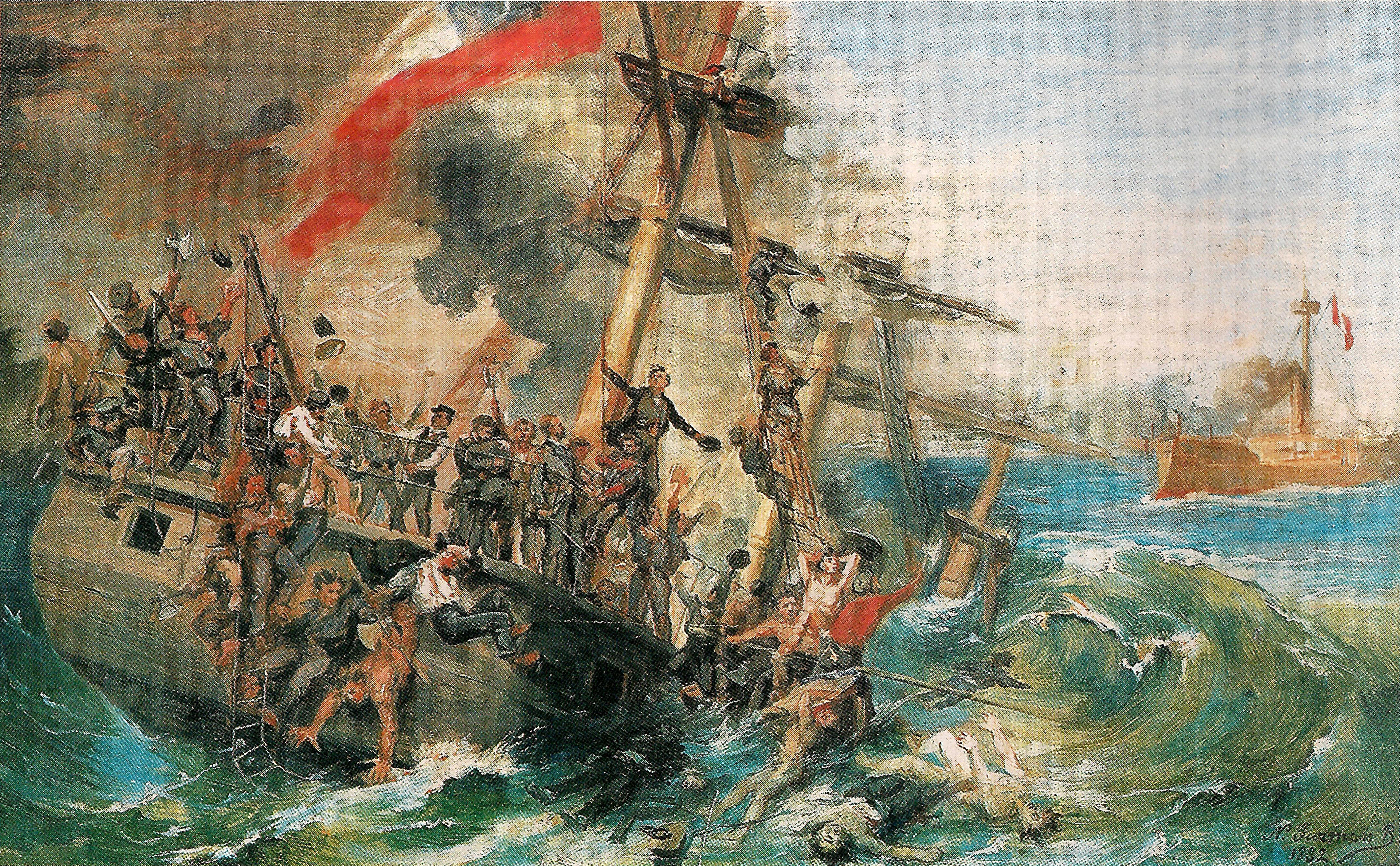
Hundimiento de la Esmeralda con sus tripulantes en el Combate Naval de Iquique
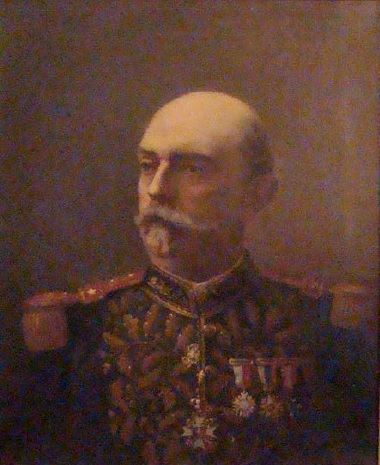
Retrato de don Óscar Viel